# Karim Kone
Karim Kone (1 de enero de 1983) es un deportista marfileño que compitió en taekwondo. Ganó dos medallas en el Campeonato Africano de Taekwondo en los años 2009 y 2012.

## Palmarés internacional
| Campeonato Africano | Campeonato Africano       | Campeonato Africano | Campeonato Africano |
| Año                 | Lugar                     | Medalla             | Categoría           |
| ------------------- | ------------------------- | ------------------- | ------------------- |
| 2009                | Yaundé (Camerún)          | Medalla de oro      | +87 kg              |
| 2012                | Antananarivo (Madagascar) | Medalla de plata    | +87 kg              |